# تيست درايف لومون
تيست درايف لومون (بالإنجليزية: Test Drive)‏ ، هي لعبة إلكترونية من نوع سباق السيارات، أنتجت عام 2000م، وتعمل لأنظمة التشغيل كل من بلاي ستيشن ودريم كاست ومايكروسوفت ويندوز وجيم بوي كولر.

## وصلات خارجية
- IGN's Dreamcast Page
- Test Drive: Le Mans review at Bordersdown (previously NTSC-uk)